# 大法官
大法官（だいほうかん、英語: Lord Chancellor）は、イングランド・イギリスの官職である。中世に創設され、イギリスに現存する官職の中で最も古い官職と言われる。
中世以来国璽の管理にあたり、その権限を通じて様々な行政上の職務を管理下に置く大臣職となった。内閣に首相が登場してくるまで主要閣僚の地位を占めており、国務大官としては戴冠式の際にのみ任命される「大家令」に次ぐ地位にある。15世紀半ば頃から議会の上院（貴族院）議長も兼ねるようになった。
貴族院は2009年まで最高裁判所でもあったため司法機能も有したが、貴族院議長の役割は2005年の憲法改革法により削除された（代わって貴族院議長職が新設された）。現在の大法官はイギリスの内閣における司法省を所管する閣僚職という役割に限定されている。
臣下の宮中席次においてはカンタベリー大主教に次ぐ第二位であり、首相よりも上位者である。

## 歴史

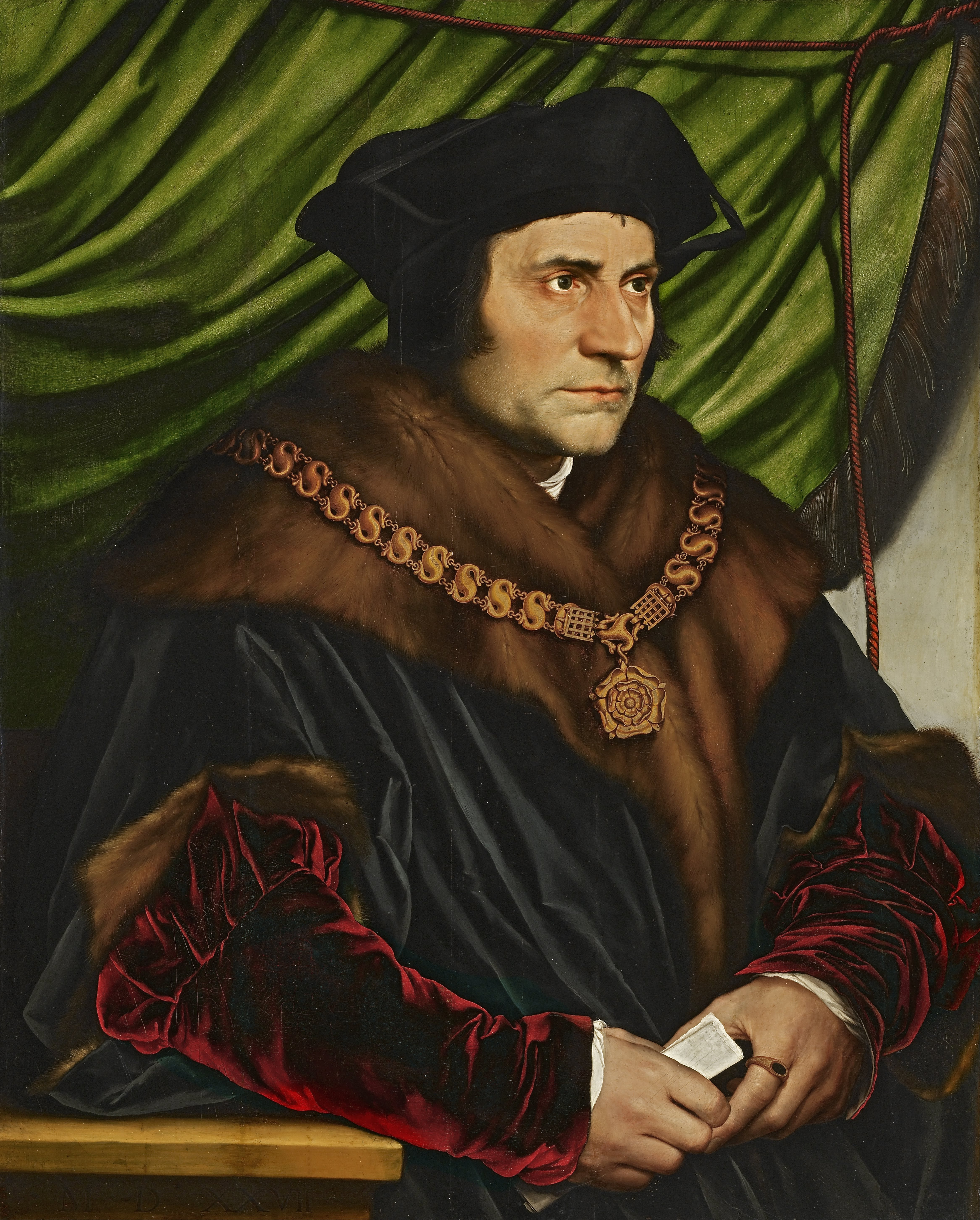
トマス・モア（任期：1529年 - 1532年）

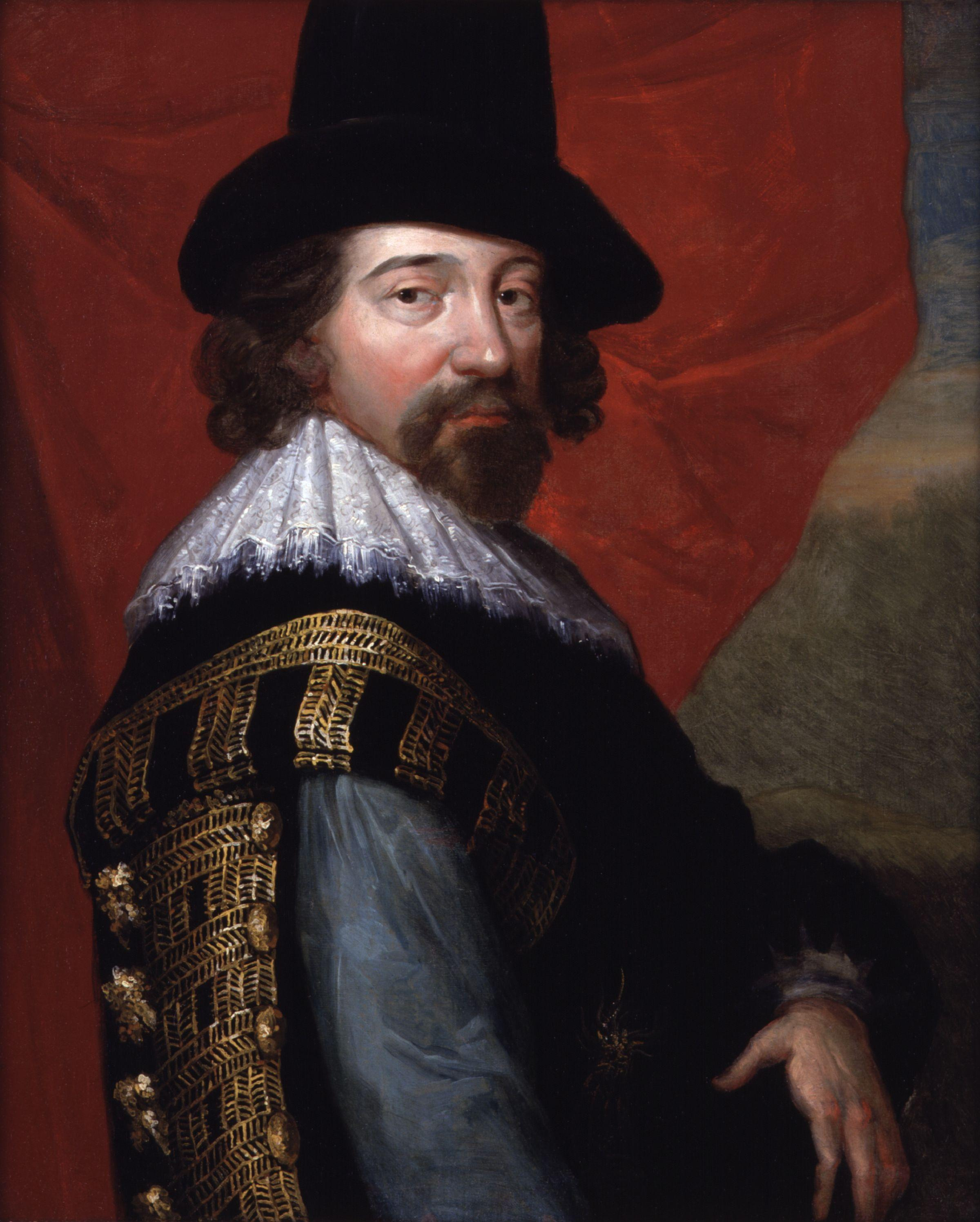
フランシス・ベーコン（任期：1617年 - 1621年）

### 起源
その由来はエドワード懺悔王の11世紀中頃に遡ると言われている。605年に創設されたとする異説もあり、イギリスに現存する最も古い官職である。
始めの頃は国王の書記長だったため文字を書ける聖職者が多く任命されていた。聖職者が兼務する場合には宮廷の礼拝堂を併せて管轄したとされる。また「Lord Chancellor」という呼称は「cancelli」（＝「囲い格子」）に由来し、宮廷の礼拝堂の衝立の後方に大法官の執務の間が設置されていたからであるという説がある。

### 権限の拡大
12世紀初めまでに王政庁の重要職となり、国璽の管理と国璽を必要とする法令等の作成・発給などの行政事務を行った。また国政に関する国王の助言役でもあった。これらの役割を通じて幅広い行政上の役割を管理するようになり、首相が登場するまでは内閣の主要閣僚の役割を果たしていく。
プランタジネット朝以後、国王の行動範囲が拡大されて国王の滞在地とともに移動してきた王政庁の中で大法官の職務を維持することは次第と困難になり、やがて13世紀には王政庁の文書局部門とともに独立して、ロンドンのウェストミンスターに大法官府と呼ばれる常設官庁として設置されるに至った。この時代には職務柄故に王の宰相としての職務を行うようになる一方で、大法官府自体は単なる事務官庁と化してしまい、大法官本来の職務の重要性は低下するようになった。
大法官の国璽の管理に対して、私的な印章である王璽を管理する王璽尚書があり、上記の大法官府の分離独立に伴い重要性が増した王璽が多用され、保管責任者である王璽尚書は政府高官になった。また、王璽とは別に王の身近な印章である御璽（シグネット）を管理する役職に国王秘書官があり、政府の批判・監視を主張した議会の統制を嫌い寵臣政治に傾いたリチャード2世は宮廷財務室と国王秘書官室を活用、後者に属する国王秘書官は御璽で発行された王の意思表示である御璽令状作成に当たった。後にこの役職は国王秘書長官へと発達していった。
14世紀に入ると、コモン・ローによって救済を得られなかった者から国王に対してなされた直接の請願・訴えを処理する大法官裁判所が併置され大法官が裁判長になり、衡平法裁判所（Court of equity）としての役割を果たす。一方で大法官は財務府の一員でもあったが、職務は代理任せになり財務大臣に発展していった。更に15世紀半ばにイングランド議会が上下両院に分かれると、上院（貴族院）議長を兼務するようになった。
テューダー朝期には政治的発言力が増し、特にトマス・ウルジーは絶大な権勢を誇った。しかしこの頃から、コモン・ローに精通した法律家が大法官になるケースが増えていき（その第一号はトマス・モアだといわれている）、1625年以後は聖職者の大法官は姿を消す。また、モア以降は大法官が議会と国王の仲介者とみなされるようになる。国璽尚書が大法官代理を務める例もあり、1558年にエリザベス1世により国璽尚書に任命されたニコラス・ベーコンは、女王と対立して蟄居させられた大法官ニコラス・ヒースに代わり議会運営を担当した。ベーコンの息子フランシス・ベーコンは1617年に父と同じく国璽尚書に就任、翌1618年には大法官にもなった。
こうして大法官は立法・行政・司法において権限を拡大させていき、イギリス憲政史においても「国王と議会および裁判所を仲介するイギリス憲法に固有の職責」として肯定的に解釈されてきた。

### 権限の縮小
だが、一方で巨大となった大法官の権限削減の動きが現れる。まず、財政部門が切り離されて「財務府」が独立した。財務府からは王室の財政を司る「大蔵府」が分離・成立し、1721年からはその長である第一大蔵卿が首相として内閣を率いて国政の最高責任者としての地位を大法官から奪った。更に1873年の「裁判所法」制定に伴う司法改革によって、大法官府を縮小され、高等法院と上院に権限が分割され、上院が最終上級裁判所（最高裁判所）を形成し、上院議長である大法官がその長官を兼務して、治安判事以下の司法官の人事権者となった。国璽管理事務は閣僚の王璽尚書が扱うことになった。

### 21世紀初頭の改革

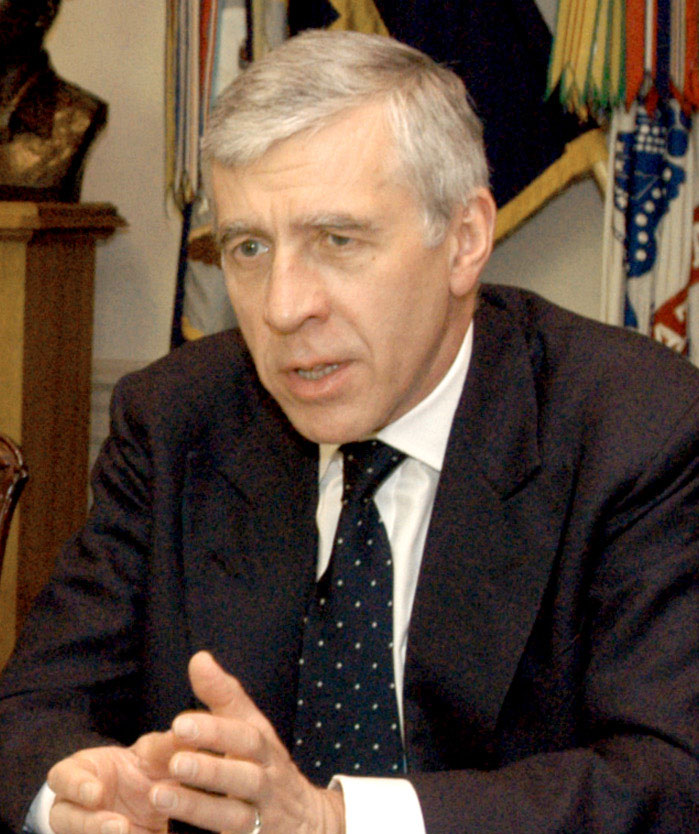
初の下院議員大法官となったジャック・ストロー

伝統的なイギリス法での考えでは、カンタベリー大主教（第一位）の次である第二位の序列にあり、イギリスの俗人としては最高の地位にある大法官が、より下位の序列にある首相によって任免されると言う矛盾した状態にある。そのうえ、大法官が最高裁判所を率いて裁判官の人事を決定するのは三権分立原則に反しているとも言え、「権力分立の歩く矛盾」と呼ばれた（貴族院では大法官も審理に加わる資格はあるが、通常審理参加を放棄する旨を表明する事となっていた）。この結果、ブレア内閣によって上院改革と平行して大法官制度の改革が行われた。
まず2003年6月12日に大法官府が廃止され、代わって憲法事項省が設置され、大法官は「憲法事項大臣」の称号を帯びるようになった。憲法事項省は、大法官府が取り扱っていた登記などの民事事務を引き継ぐと共に、新たな所轄事項として憲法の成文化なども扱っている。なお、憲法事項省・憲法事項大臣は、2007年5月9日より司法省・司法大臣と改称している。
ついで2005年に「2005年憲法改革法」が成立し、上院議員の選挙で選ぶ貴族院議長と連合王国最高裁判所が設置され、大法官は立法権及び司法権における地位と権限を失った。初代上院議長は2006年7月4日にヘイマン女男爵が選出され、連合王国最高裁判所は2010年10月1日に上院の常任上訴貴族（Lords of Appeal in Ordinary）12名を初代裁判官として発足した。
ブレア内閣による改革後も、必ず貴族が就任する閣僚の一つという慣習はしばらくの間守られてきた。しかし2007年6月のブラウン内閣発足に際し、ジャック・ストローが庶民院（下院）議員としては史上初めて大法官に任ぜられた。その後キャメロン内閣以降の内閣で任命された大法官も全員が下院議員であり、「下院議員は上院本会議では発言できない」との慣習により、上院本会議から大法官が姿を消した状態が続いている。なお、枢密院の機関である王立委員会（Royal Commission） は、大法官が主宰し上院議場で開催される慣例になっていたが、ブラウン内閣以降は上院本会議に倣い欠席を通例とし、貴族院議長が主宰を代行している。
今日では大法官は枢密院と内閣の閣僚の一員として首相の任免権に服する事になっている。大臣としての大法官は主に民事案件と憲法成文化を司る司法省を統轄し、刑事案件を取り扱う法務長官率いる法務長官府と共に法律事務を行っている。
大法官は臣下の宮中席次においては首相よりも上位の席次であり、カンタベリー大主教に次ぐ第二位の立場にある。

## 歴代大法官

### イングランド大法官・国璽尚書 (1068–1707)

#### 11世紀
- ハーファースト（英語版） (在職1068年-1070年)
- セント・オズモンド（英語版） (在職1070年-1078年) - セー伯爵およびソールズベリー司教
- モーリス（英語版） (在職1078年-1085年頃) - ル・マン助祭長
- ジェラルド（英語版） (在職1085年頃-1092年) - Preceptor of Rouen のちにヨーク大司教
- ロバート・ブロエット（英語版） (在職1092年-1093年)
- ウィリアム・ジファード（英語版） (在職1093年–1101年)

#### 12世紀
- ロジャー・オブ・ソールズベリー（英語版） (在職1101年–1102年)
- ウォルドリック（英語版） (在職1102年–1107年)
- ラナルフ（英語版） (在職1107年–1123年)
- ジェフリー・ルーファス（英語版） (在職1123年–1133年)
- ロバート・ド・シゲロー（英語版） (在職1133年–1135年[注釈 1])
- ロジャー・ル・ポーア（英語版） (在職1135年–1139年)
- フィリップ・ド・ハーコート（英語版） (在職1139年–1140年) - リンカーン首席司祭（英語版）
- ロバート・オブ・ジェント（英語版） (在職1140年–1141年) - ヨーク首席司祭（英語版）
- ウィリアム・フィッツギルバート（英語版） (在職1141年-1142年)
- ロバート・オブ・ジェント（英語版） (在職1142年–1154年) - ヨーク首席司祭
- トマス・ベケット (在職1155年-1162年) - カンタベリー大司教
- ジェフリー・リデル（英語版） (在職1162年–1173年) - カンタベリー大助祭
- ラルフ・ド・ウォーンヴィル（英語版） (在職1173年–1181年) - ヨーク会計(Treasurer of York)
- ジェフリー（英語版） (在職1181年–1189年)
- ウィリアム・ロングチャンプ（英語版） (在職1189年–1197年) - エリー司教（英語版）
- ユースタス（英語版） (在職1197年–1199年[注釈 2]) -

#### 13世紀
- ヒューバート・ウォルター (在職1199年–1205年) - カンタベリー大司教
- ウォルター・ド・グレイ（英語版） (在職1205年–1214年) - リッチフィールド司教（英語版）、ウスター司教（英語版）、ヨーク大司教
- リチャード・マーシュ（英語版） (在職1214年–1226年) - 1217年からダラム司教（英語版）
- ラルフ・ネヴィル（英語版） (在職1226年–1240年) - チチェスター司教（英語版）
- リチャード・ル・グラース（英語版） (在職1240年-1242年) - イヴシャム大修道院院長（英語版）
- ラルフ・ネヴィル（英語版） (在職1242年-1244年) - チチェスター司教
- シルベスター・ド・エヴァードン（英語版） (在職1244年-1246年) - チェスター大助祭（英語版）
- ジョン・マンセル（英語版） (在職1246年–1247年) - ビバリー大聖堂主席司祭（英語版）
- サー・ジョン・レキシントン（英語版） (在職1247年–1248年)
- ジョン・マンセル（英語版） (在職1248年–1249年)
- サー・ジョン・レキシントン（英語版） (在職1249年–1250年)
- ウィリアム・オブ・キルケニー（英語版） (在職1250年–1255年)
- ヘンリー・ウィンガム（英語版） (在職1255年–1260年) - 1259/1260年からロンドン司教（英語版）
- ニコラス・オブ・エリー（英語版） (在職1260年–1261年) - エリー大助祭
- ウォルター・ド・マートン（英語版） (在職1261年-1263年) - バース大助祭（英語版）
- ニコラス・オブ・エリー（英語版） (在職1263年) - エリー大助祭
- ジョン・チスハル（英語版） (在職1263年-1264年) - ロンドン大助祭（英語版）
- トマス・カンティループ（英語版） (在職1264年-1265年) - スタッフォード大助祭
- ラルフ・サンドウィッチ（英語版） (在職1265年[注釈 1])
- ウォルター・ジファード（英語版） (在職1265年–1266年) バース及びウェルズ司教（英語版）
- ゴドフリー・ジファード（英語版） (在職1266年–1268年) ウェルズ大助祭（英語版）
- ジョン・チスハル（英語版） (在職1268年–1269年) セント・ポールズ首席司祭（英語版）
- リチャード・ミドルトン（英語版） (在職1269年–1272年) - ノーサンバーランド大助祭（英語版）
- ウォルター・ド・マートン（英語版） (在職1272年–1274年) - バース大助祭
- ロバート・バーネル（英語版） (在職1274年–1292年) - バース司教
- トマス・ベク（英語版） (在職1279年[注釈 1]) - ドーセット大助祭（英語版）
- ジョン・ラントン（英語版） (在職1292年-1302年) - リンカーン大聖堂参事会会員(Canon of Lincoln)

#### 14世紀
- ウィリアム・グリーンフィールド（英語版） (在職1302年-1305年) - チチェスター首席司祭（英語版）
- ウィリアム・ハミルトン（英語版） (在職1305年–1307年) - ヨーク首席司祭（英語版）
- ラルフ・バルドック（英語版） (在職1307年) - ロンドン司教
- ジョン・ラントン（英語版） (在職1307年-1310年) - チチェスター司教
- ウォルター・レイノルズ（英語版） (在職1310年–1314年) - ウスター司教
- ジョン・サンデール（英語版） (在職1314年-1318年) - リンカーン大聖堂参事会会員(Canon of Lincoln)
- ジョン・ホーサム（英語版） (在職1318年-1320年) - エリー司教
- ジョン・サーモン（英語版） (在職1320年-1323年) - ノーリッチ司教（英語版）
- ロバート・バルドック（英語版） (在職1323年-1326年) - ミドルセックス大助祭（英語版）
- William Ayermin (在職1326年-1327年) - ノーリッチ司教
- ジョン・ホーサム（英語版） (在職1327年-1328年) - エリー司教
- ヘンリー・バーガーシュ（英語版） (在職1328年-1330年) - リンカーン司教
- ジョン・ド・ストラトフォード（英語版） (在職1330年-1334年) - ウィンチェスター司教（英語版）
- リチャード・バリー（英語版） (在職1334年-1335年) - ダラム司教（英語版）
- ジョン・ド・ストラトフォード（英語版） (在職1335年-1337年) - カンタベリー大司教
- ロバート・ド・ストラトフォード（英語版） (在職1337年-1338年) - チチェスター司教
- リチャード・ビントワース（英語版） (在職1338年-1339年) - ロンドン司教
- ジョン・ド・ストラトフォード（英語版） (在職1340年) - カンタベリー大司教
- ロバート・ド・ストラトフォード（英語版） (在職1340年) - チチェスター司教
- サー・ロバート・バウチャー（英語版） (在職1340年–1341年)
- サー・ロバート・パーニング（英語版） (在職1341年–1343年)
- サー・ロバート・サンディントン（英語版） (在職1343年–1345年)
- ジョン・ド・アフォード（英語版） (在職1345年–1349年) - リンカーン首席司祭
- ジョン・ソアーズビー（英語版） (在職1349年–1356年) - ウスター司教
- ウィリアム・エディントン（英語版） (在職1356年–1363年) - ウィンチェスター司教
- シモン・ランガム（英語版） (在職1363年-1367年) - エリー司教
- ウィリアム・オブ・ワイカム (在職1367年-1371年) ウィンチェスター司教
- サー・ロバート・ソープ（英語版） (在職1371年–1372年)
- サー・ジョン・ナイヴィット（英語版） (在職1372年–1377年)
- アダム・ホートン（英語版） (在職1377年-1378年) - セント・デイヴィズ司教（英語版）
- ボルトンの初代スクロープ男爵（英語版）リチャード・スクロープ（英語版） (在職1378年–1380年)
- シモン・サドバリー（英語版） (在職1380年–1381年) - カンタベリー大司教
- ヒュー・セグレイヴ（英語版） (在職1381年[注釈 1])
- ウィリアム・コートネイ[要リンク修正] (在職1381年) ロンドン司教
- ボルトンの初代スクロープ男爵（英語版）リチャード・スクロープ（英語版） (在職1381年–1382年)
- ロバート・ブレイブルック（英語版） (在職1382年-1383年) - ロンドン司教
- 初代ド・ラ・ポール男爵マイケル・ド・ラ・ポール (在職1383年–1386年) - 後にサフォーク伯爵に叙される。
- トマス・アランデル (在職1386年–1389年) - エリー司教
- ウィリアム・オブ・ウィカム (在職1389年–1391年) - ウィンチェスター司教
- トマス・アランデル (在職1391年-1396年) - ヨーク大司教
- エドムンド・スタッフォード（英語版） (在職1396年-1399年) - エクセター司教（英語版）
- トマス・アランデル (在職1399年) - カンタベリー大司教

#### 15世紀
- ジョン・スカーレ（英語版） (在職1399年-1401年) - リンカーン大助祭（英語版）
- エドムンド・スタッフォード（英語版） (在職1401年–1403年) - エクセター司教
- ヘンリー・ボーフォート (在職1403年–1405年) - リンカーン司教
- トマス・ラングレー（英語版） (在職1405年-1407年) - ヨーク首席司祭
- トマス・アランデル (在職1407年-1410年) - カンタベリー大司教
- トマス・ボーフォート (在職1410年–1412年)
- トマス・アランデル (在職1412年-1413年) - カンタベリー大司教
- ヘンリー・ボーフォート (在職1413年–1417年) - ウィンチェスター司教
- トマス・ラングレー（英語版） (在職1417年–1424年) - ダラム司教
- ヘンリー・ボーフォート (在職1424年-1426年) - ウィンチェスター司教
- ジョン・ケンプ（英語版） (在職1426年-1432年) - ヨーク大司教
- ジョン・スタッフォード（英語版） (在職1432年-1450年) - バース司教。後にカンタベリー大司教
- ジョン・ケンプ（英語版） (在職1450年-1454年) - ヨーク大司教
- 第5代ソールズベリー伯爵リチャード・ネヴィル (在職1454年–1455年)
- トマス・バウチャー（英語版） (在職1455年-1456年) - カンタベリー大司教
- ウィリアム・ウェインフレット（英語版） (在職1456年-1460年) - ウィンチェスター司教
- ジョージ・ネヴィル（英語版） (在職1460年-1467年) - エクセター司教
- ロバート・スティリントン（英語版） (在職1467年-1470年) - バース司教
- ジョージ・ネヴィル（英語版） (在職1470年–1471年) - ヨーク大司教
- ロバート・スティリントン（英語版） (在職1471年-1473年) - バース司教
- ローレンス・ボース（英語版） (在職1473年-1474年) ダラム司教
- ジョン・オールコック（英語版） (在職1475年) - ロチェスター司教（英語版）
- トマス・ロザーアン（英語版） (在職1475年-1483年) - リンカーン司教
- ジョン・ラッセル（英語版） (在職1483年-1485年) - リンカーン司教
- トマス・ロザーアン（英語版） (在職1485年) - ヨーク大司教
- ジョン・ラッセル（英語版） (在職1485年-1486年) - ウスター司教
- ジョン・モートン（英語版） (在職1486年-1500年) - カンタベリー大司教

#### 1500年–1654年
| 肖像                      | 名前                                                    | 在任期間                  | 他の役職             | 国王 (在位)               |
| ------------------------- | ------------------------------------------------------- | ------------------------- | -------------------- | ------------------------- |
|                           | ヘンリー・ディーン                                      | 1500年-1502年             | カンタベリー大司教   | ヘンリー7世 (1485–1509)   |
|                           | ウィリアム・ウォラム                                    | 1502年-1515年             | カンタベリー大司教   | ヘンリー7世 (1485–1509)   |
| ヘンリー8世 (1509–1547)   | ウィリアム・ウォラム                                    | 1502年-1515年             | カンタベリー大司教   |                           |
|                           | トマス・ウルジー                                        | 1515年-1529年             | 枢機卿 ヨーク大司教  |                           |
|                           | サー・トマス・モア                                      | 1529年-1532年             |                      |                           |
|                           | ウォルデンの初代オードリー男爵 サー・トマス・オードリー | 1532年-1544年             |                      |                           |
|                           | 初代リズリー男爵 トマス・リズリー                       | 1544年-1547年             |                      |                           |
| エドワード6世 (1547–1553) | 初代リズリー男爵 トマス・リズリー                       | 1544年-1547年             |                      |                           |
|                           | ベイジングの初代セントジョン男爵 ウィリアム・ポーレット | 1547年                    |                      |                           |
|                           | 初代リッチ男爵 リチャード・リッチ                       | 1547年-1551年             |                      |                           |
|                           | トマス・グッドリッチ                                    | 1552年-1553年             | エリー司教           |                           |
|                           | スティーブン・ガーディナー                              | 1553年-1555年             | ウィンチェスター司教 | メアリー1世 (1553–1558)   |
|                           | ニコラス・ヒース                                        | 1555年-1558年             | ヨーク大司教         | メアリー1世 (1553–1558)   |
|                           | サー・ニコラス・ベーコン                                | 1558年-1579年             |                      | エリザベス1世 (1558–1603) |
|                           | サー・トマス・ブロムリー                                | 1579年-1587年             |                      | エリザベス1世 (1558–1603) |
|                           | サー・クリストファー・ハットン                          | 1587年-1591年             |                      | エリザベス1世 (1558–1603) |
| 委員会制(1591年-1592年)   |                                                         |                           |                      | エリザベス1世 (1558–1603) |
|                           | サー・ジョン・パッカリング                              | 1592年-1596年             |                      | エリザベス1世 (1558–1603) |
|                           | 初代ブラックリー子爵 トマス・エジャートン               | 1596年5月6日-1617年3月5日 |                      | エリザベス1世 (1558–1603) |
| ジェイムズ1世 (1603–1625) | 初代ブラックリー子爵 トマス・エジャートン               | 1596年5月6日-1617年3月5日 |                      |                           |
|                           | 初代ヴェルラム男爵 フランシス・ベーコン                 | 1617年3月7日-1621年       |                      |                           |
| 委員会制(1621年)          |                                                         |                           |                      |                           |
|                           | ジョン・ウィリアムズ                                    | 1621年-1625年             | リンカーン主教       |                           |
|                           | 初代コヴェントリー男爵 トマス・コヴェントリー           | 1625年-1640年             |                      | チャールズ1世 (1625–1649) |
|                           | 初代フィンチ男爵 ジョン・フィンチ                       | 1640年-1641年             |                      | チャールズ1世 (1625–1649) |
|                           | 初代リトルトン男爵 エドワード・リトルトン               | 1641年-1645年             |                      | チャールズ1世 (1625–1649) |
|                           | サー・リチャード・レーン                                | 1645年-1650年             |                      | チャールズ1世 (1625–1649) |
| チャールズ2世             | サー・リチャード・レーン                                | 1645年-1650年             |                      |                           |
| 1650年から1653年まで空席  |                                                         |                           |                      |                           |
|                           | サー・エドワード・ハーバート                            | 1653年-1654年             |                      |                           |

#### 議会の国璽の委員 1643年–1660年
| 名前 |
| --- |
| 委員会制(1643年11月-1646年10月) - 第10代ケント伯爵ヘンリー・グレイ - 初代ボリングブルック伯爵オリバー・シンジョン - オリバー・シンジョン - ジョン・ワイルド - サミュエル・ブラウン - エドムンド・プリドー - 第2代ソールズベリー伯爵ウィリアム・セシル |
| 委員会制(1646年-1648年) - 第2代ソールズベリー伯爵ウィリアム・セシル - 第2代マンチェスター伯爵エドワード・モンタギュー - ウィリアム・レンソール |
| 委員会制(1648年-1649年) - 第10代ケント伯爵ヘンリー・グレイ - ウェークの初代グレイ男爵ウィリアム・グレイ - サー・トマス・ウィドリントン - ブルストロード・ホワイトロック                                                                               |
| 委員会制(1649年-1654年) - ブルストロード・ホワイトロック - ジョン・ライル - リチャード・キーブル |
| 委員会制(1654年-1656年) - ブルストロード・ホワイトロック - サー・トマス・ウィドリントン - ジョン・ライル |
| 委員会制(1656年-1659年) - ナサニエル・ファインズ - ジョン・ライル |
| 委員会制(1659年1月-1659年6月) - ナサニエル・ファインズ - ジョン・ライル - ブルストロード・ホワイトロック |
| 委員会制(1659年6月-1660年) - ジョン・ブラッドシャー - トマス・ティレル - ジョン・フォンテイン |
| 委員会制(1660年) - ウィリアム・レンソール - サー・トマス・ウィドリントン - トマス・ティレル - ジョン・フォンテイン - 第2代マンチェスター伯爵エドワード・モンタギュー                                                                                  |

#### 1660年王政復古から1707年合同法まで
| 肖像 | 名前 | 在任期間                                                                                                 | 国王 (在位)                                         |
| --- | --- | --- | --------------------------------------------------- |
| | 初代クラレンドン伯爵 エドワード・ハイド                                                                  | 1658年1月13日 -1667年8月30日                                                                             | チャールズ2世 (1660–1685)                           |
| | 初代準男爵 サー・オーランド・ブリッジマン                                                                | 1667年8月31日 -1672年11月17日                                                                            | チャールズ2世 (1660–1685)                           |
| | 初代シャフツベリ伯爵 アンソニー・アシュリー＝クーパー                                                    | 1672年11月17日 -1673年11月9日                                                                            | チャールズ2世 (1660–1685)                           |
| | 初代ノッティンガム伯爵 ヘンエッジ・フィンチ                                                              | 1673年11月9日 -1682年12月18日                                                                            | チャールズ2世 (1660–1685)                           |
| | 初代ギルフォード男爵 フランシス・ノース                                                                  | 1682年12月20日 -1685年9月5日                                                                             | チャールズ2世 (1660–1685)                           |
| ジェイムズ2世 (1685–1688)                                                                                                | 初代ギルフォード男爵 フランシス・ノース                                                                  | 1682年12月20日 -1685年9月5日                                                                             |                                                     |
| | 初代ジェフリーズ男爵 ジョージ・ジェフリーズ                                                              | 1685年9月28日 -1688年12月                                                                                |                                                     |
| 委員会制(1689年-1690年) サー・ジョン・メイナード サー・アンソニー・ケック サー・ウィリアム・ローリンソン                 | 委員会制(1689年-1690年) サー・ジョン・メイナード サー・アンソニー・ケック サー・ウィリアム・ローリンソン | 委員会制(1689年-1690年) サー・ジョン・メイナード サー・アンソニー・ケック サー・ウィリアム・ローリンソン | メアリー2世 (1689–1694) & ウィリアム3世 (1689–1702) |
| 委員会制(1690年5月14日-1693年3月22日) サー・ジョン・トレヴァー サー・ウィリアム・ローリンソン サー・ジョージ・ハッチンズ | | | メアリー2世 (1689–1694) & ウィリアム3世 (1689–1702) |
| | 初代サマーズ男爵 サー・ジョン・サマーズ                                                                  | 1693年3月23日 -1700年4月27日                                                                             | メアリー2世 (1689–1694) & ウィリアム3世 (1689–1702) |
| 委員会制(1700年4月27日-1700年5月31日) サー・ジョン・ホルト サー・ジョージ・トレビー サー・エドワード・ワード             | | | メアリー2世 (1689–1694) & ウィリアム3世 (1689–1702) |
| | サー・ネーサン・ライト                                                                                   | 1700年5月31日 -1705年10月11日                                                                            | メアリー2世 (1689–1694) & ウィリアム3世 (1689–1702) |
| アン (1702–1714) | サー・ネーサン・ライト                                                                                   | 1700年5月31日 -1705年10月11日                                                                            |                                                     |
| | 初代クーパー男爵 ウィリアム・クーパー                                                                    | 1705年10月11日 -1707年5月4日                                                                             |                                                     |

### イギリス大法官・国璽尚書 (1707年–現在)
| | | 初代クーパー男爵 ウィリアム・クーパー (1665年頃–1723年)                                                                                         | 1707年5月4日 -1710年9月23日 | 無所属 |                             | ゴドルフィン＝マールバラ内閣 (トーリー党)          | アン (1702–1714)              |
| | ハーレー内閣 (トーリー党) | 初代クーパー男爵 ウィリアム・クーパー (1665年頃–1723年)                                                                                         | 1707年5月4日 -1710年9月23日 | 無所属 |                             |                                                    | アン (1702–1714)              |
| 委員会制(1710年9月26日-1710年10月19日) サー・トマス・トレヴァー ロバート・トレーシー ジョン・スクロープ                                         | | | | |                             |                                                    | アン (1702–1714)              |
| | | 初代ハーコート子爵 サイモン・ハーコート (1661–1727)                                                                                             | 1710年10月19日 -1714年9月21日 | トーリー党 |                             |                                                    | アン (1702–1714)              |
| | | 初代クーパー男爵 ウィリアム・クーパー (1665年頃–1723年)                                                                                         | 1714年9月21日 -1718年4月15日 | 無所属 |                             | タウンゼンド子爵内閣 (ホイッグ党)                  | ジョージ1世 (1714–1727)       |
| | 第1次スタンホープ＝サンダーランド内閣 (ホイッグ党)                                                                                              | 初代クーパー男爵 ウィリアム・クーパー (1665年頃–1723年)                                                                                         | 1714年9月21日 -1718年4月15日 | 無所属 |                             |                                                    | ジョージ1世 (1714–1727)       |
| 委員会制(1718年4月18日-1718年5月12日) サー・ロバート・トレーシー サー・ジョン・プラット サー・ジェイムズ・モンタギュー                          | 委員会制(1718年4月18日-1718年5月12日) サー・ロバート・トレーシー サー・ジョン・プラット サー・ジェイムズ・モンタギュー                          | 委員会制(1718年4月18日-1718年5月12日) サー・ロバート・トレーシー サー・ジョン・プラット サー・ジェイムズ・モンタギュー                          | 委員会制(1718年4月18日-1718年5月12日) サー・ロバート・トレーシー サー・ジョン・プラット サー・ジェイムズ・モンタギュー                          | 委員会制(1718年4月18日-1718年5月12日) サー・ロバート・トレーシー サー・ジョン・プラット サー・ジェイムズ・モンタギュー                          |                             | 第2次スタンホープ＝サンダーランド内閣 (ホイッグ党) | ジョージ1世 (1714–1727)       |
| | | 初代マクルズフィールド伯爵 トマス・パーカー (1666–1732)                                                                                         | 1718年5月12日 -1725年1月7日 | ホイッグ党 |                             | 第2次スタンホープ＝サンダーランド内閣 (ホイッグ党) | ジョージ1世 (1714–1727)       |
| | ウォルポール＝タウンゼンド内閣 (ホイッグ党) | 初代マクルズフィールド伯爵 トマス・パーカー (1666–1732)                                                                                         | 1718年5月12日 -1725年1月7日 | ホイッグ党 |                             |                                                    | ジョージ1世 (1714–1727)       |
| 委員会制 (1725年1月7日-1725年6月1日) サー・ジョゼフ・ジキル サー・ジェフリー・ギルバート サー・ロバート・レイモンド                             | | | | |                             |                                                    | ジョージ1世 (1714–1727)       |
| | | 初代キング男爵 ピーター・キング (1669年–1734年)                                                                                                 | 1725年6月1日 -1733年11月29日 | 無所属 |                             |                                                    | ジョージ1世 (1714–1727)       |
| ジョージ2世 (1727–1760) | | 初代キング男爵 ピーター・キング (1669年–1734年)                                                                                                 | 1725年6月1日 -1733年11月29日 | 無所属 |                             |                                                    |                               |
| | ウォルポール内閣 (ホイッグ党) | 初代キング男爵 ピーター・キング (1669年–1734年)                                                                                                 | 1725年6月1日 -1733年11月29日 | 無所属 |                             |                                                    |                               |
| | | 初代タルボット男爵 チャールズ・タルボット (1685–1737)                                                                                           | 1733年11月29日 -1737年2月14日 | 無所属 |                             |                                                    |                               |
| | | 初代ハードウィック伯爵 フィリップ・ヨーク (1690–1764)                                                                                           | 1737年2月21日 -1756年11月19日 | ホイッグ党 |                             |                                                    |                               |
| | ウィルミントン伯爵内閣 (ホイッグ党) | 初代ハードウィック伯爵 フィリップ・ヨーク (1690–1764)                                                                                           | 1737年2月21日 -1756年11月19日 | ホイッグ党 |                             |                                                    |                               |
| | ペラム内閣 (ホイッグ党) | 初代ハードウィック伯爵 フィリップ・ヨーク (1690–1764)                                                                                           | 1737年2月21日 -1756年11月19日 | ホイッグ党 |                             |                                                    |                               |
| | 第1次ニューカッスル公爵内閣 (ホイッグ党) | 初代ハードウィック伯爵 フィリップ・ヨーク (1690–1764)                                                                                           | 1737年2月21日 -1756年11月19日 | ホイッグ党 |                             |                                                    |                               |
| 委員会制(1756年11月19日-1757年6月30日) サー・ジョン・ウィリス サー・シドニー・スマイス サー・ジョン・アードレー・ウィルモット                   | 委員会制(1756年11月19日-1757年6月30日) サー・ジョン・ウィリス サー・シドニー・スマイス サー・ジョン・アードレー・ウィルモット                   | 委員会制(1756年11月19日-1757年6月30日) サー・ジョン・ウィリス サー・シドニー・スマイス サー・ジョン・アードレー・ウィルモット                   | 委員会制(1756年11月19日-1757年6月30日) サー・ジョン・ウィリス サー・シドニー・スマイス サー・ジョン・アードレー・ウィルモット                   | 委員会制(1756年11月19日-1757年6月30日) サー・ジョン・ウィリス サー・シドニー・スマイス サー・ジョン・アードレー・ウィルモット                   |                             | ピット＝デヴォンシャー内閣 (ホイッグ党)            |                               |
| 委員会制(1756年11月19日-1757年6月30日) サー・ジョン・ウィリス サー・シドニー・スマイス サー・ジョン・アードレー・ウィルモット                   | 委員会制(1756年11月19日-1757年6月30日) サー・ジョン・ウィリス サー・シドニー・スマイス サー・ジョン・アードレー・ウィルモット                   | 委員会制(1756年11月19日-1757年6月30日) サー・ジョン・ウィリス サー・シドニー・スマイス サー・ジョン・アードレー・ウィルモット                   | 委員会制(1756年11月19日-1757年6月30日) サー・ジョン・ウィリス サー・シドニー・スマイス サー・ジョン・アードレー・ウィルモット                   | 委員会制(1756年11月19日-1757年6月30日) サー・ジョン・ウィリス サー・シドニー・スマイス サー・ジョン・アードレー・ウィルモット                   | 1757年暫定内閣 (ホイッグ党) |                                                    |                               |
| | | 初代ノーティントン伯爵 ロバート・ヘンリー (1708–1772)                                                                                           | 1757年6月30日 -1766年7月30日 | ホイッグ党 |                             | 第2次ニューカッスル公爵内閣 (ホイッグ党)           |                               |
| ジョージ3世 (1760–1820) | | 初代ノーティントン伯爵 ロバート・ヘンリー (1708–1772)                                                                                           | 1757年6月30日 -1766年7月30日 | ホイッグ党 |                             | 第2次ニューカッスル公爵内閣 (ホイッグ党)           |                               |
| | ビュート伯爵内閣 (トーリー党) | 初代ノーティントン伯爵 ロバート・ヘンリー (1708–1772)                                                                                           | 1757年6月30日 -1766年7月30日 | ホイッグ党 |                             |                                                    |                               |
| | グレンヴィル内閣 (ホイッグ党) | 初代ノーティントン伯爵 ロバート・ヘンリー (1708–1772)                                                                                           | 1757年6月30日 -1766年7月30日 | ホイッグ党 |                             |                                                    |                               |
| | 第1次ロッキンガム侯爵内閣 (ホイッグ党) | 初代ノーティントン伯爵 ロバート・ヘンリー (1708–1772)                                                                                           | 1757年6月30日 -1766年7月30日 | ホイッグ党 |                             |                                                    |                               |
| | | 初代カムデン男爵 チャールズ・プラット (1714–1794)                                                                                               | 1766年7月30日 -1770年1月17日 | ホイッグ党 |                             | チャタム伯爵内閣 (ホイッグ党)                      |                               |
| | グラフトン公爵内閣 (ホイッグ党) | 初代カムデン男爵 チャールズ・プラット (1714–1794)                                                                                               | 1766年7月30日 -1770年1月17日 | ホイッグ党 |                             |                                                    |                               |
| | | チャールズ・ヨーク (1722–1770) | 1770年1月17日 -1770年1月20日 | ホイッグ党 |                             |                                                    |                               |
| 委員会制 (1770年1月21日-1771年1月23日) サー・シドニー・スマイス ヘンリー・バサースト サー・リチャード・アストン                                 | 委員会制 (1770年1月21日-1771年1月23日) サー・シドニー・スマイス ヘンリー・バサースト サー・リチャード・アストン                                 | 委員会制 (1770年1月21日-1771年1月23日) サー・シドニー・スマイス ヘンリー・バサースト サー・リチャード・アストン                                 | 委員会制 (1770年1月21日-1771年1月23日) サー・シドニー・スマイス ヘンリー・バサースト サー・リチャード・アストン                                 | 委員会制 (1770年1月21日-1771年1月23日) サー・シドニー・スマイス ヘンリー・バサースト サー・リチャード・アストン                                 |                             | ノース卿内閣 (トーリー党)                          |                               |
| | | 初代バサースト伯爵 ヘンリー・バサースト (1714–1794)                                                                                             | 1771年1月23日 -1778年6月3日 | トーリー党 |                             | ノース卿内閣 (トーリー党)                          |                               |
| | | 初代サーロー男爵 エドワード・サーロー PC (1731–1806)                                                                                            | 1778年6月3日 -1783年4月7日 | トーリー党 |                             | ノース卿内閣 (トーリー党)                          |                               |
| | 第2次ロッキンガム侯爵内閣 (ホイッグ党) | 初代サーロー男爵 エドワード・サーロー PC (1731–1806)                                                                                            | 1778年6月3日 -1783年4月7日 | トーリー党 |                             |                                                    |                               |
| | シェルバーン伯爵内閣 (ホイッグ党) | 初代サーロー男爵 エドワード・サーロー PC (1731–1806)                                                                                            | 1778年6月3日 -1783年4月7日 | トーリー党 |                             |                                                    |                               |
| 委員会制 (1783年4月9日-1783年12月23日) 初代ラフバラ男爵アレグザンダー・ウェダーバーン サー・ウィリアム・アシャースト サー・ボーモント・ホーサム | 委員会制 (1783年4月9日-1783年12月23日) 初代ラフバラ男爵アレグザンダー・ウェダーバーン サー・ウィリアム・アシャースト サー・ボーモント・ホーサム | 委員会制 (1783年4月9日-1783年12月23日) 初代ラフバラ男爵アレグザンダー・ウェダーバーン サー・ウィリアム・アシャースト サー・ボーモント・ホーサム | 委員会制 (1783年4月9日-1783年12月23日) 初代ラフバラ男爵アレグザンダー・ウェダーバーン サー・ウィリアム・アシャースト サー・ボーモント・ホーサム | 委員会制 (1783年4月9日-1783年12月23日) 初代ラフバラ男爵アレグザンダー・ウェダーバーン サー・ウィリアム・アシャースト サー・ボーモント・ホーサム |                             | ポートランド公爵内閣 (ホイッグ党)                  |                               |
| | | 初代サーロー男爵 エドワード・サーロー (1731–1806)                                                                                               | 1783年12月23日 -1792年6月 | トーリー党 |                             | 第1次ピット内閣 (トーリー党)                       |                               |
| 委員会制 (1792年6月15日-1793年1月28日) サー・ジェイムズ・エア サー・ウィリアム・アシャースト サー・ジョン・ウィルソン                           | | | | |                             | 第1次ピット内閣 (トーリー党)                       |                               |
| | | 初代ラフバラ男爵 アレグザンダー・ウェダーバーン (1733–1805)                                                                                     | 1793年1月28日 -1801年4月14日 | 無所属 |                             | 第1次ピット内閣 (トーリー党)                       |                               |
| | | 初代エルドン男爵 ジョン・スコット (1751–1838)                                                                                                   | 1801年4月14日 -1806年2月7日 | トーリー党 |                             | アディントン内閣 (トーリー党)                      |                               |
| | 第2次ピット内閣 (トーリー党) | 初代エルドン男爵 ジョン・スコット (1751–1838)                                                                                                   | 1801年4月14日 -1806年2月7日 | トーリー党 |                             |                                                    |                               |
| | | 初代アースキン男爵 トマス・アースキン (1750–1823)                                                                                               | 1806年2月7日 -1807年4月1日 | ホイッグ党 |                             | グレンヴィル男爵内閣 (ホイッグ党)                  |                               |
| | | 初代エルドン伯爵 ジョン・スコット (1751–1838)                                                                                                   | 1807年4月1日 -1827年4月12日 | トーリー党 |                             | 第2次ポートランド公内閣 (トーリー党)               |                               |
| | パーシヴァル内閣 (トーリー党) | 初代エルドン伯爵 ジョン・スコット (1751–1838)                                                                                                   | 1807年4月1日 -1827年4月12日 | トーリー党 |                             |                                                    |                               |
| | リヴァプール伯爵内閣 (トーリー党) | 初代エルドン伯爵 ジョン・スコット (1751–1838)                                                                                                   | 1807年4月1日 -1827年4月12日 | トーリー党 |                             |                                                    |                               |
| ジョージ4世 (1820–1830) | | 初代エルドン伯爵 ジョン・スコット (1751–1838)                                                                                                   | 1807年4月1日 -1827年4月12日 | トーリー党 |                             |                                                    |                               |
| | | 初代リンドハースト男爵 ジョン・コプリー (1772–1863)                                                                                             | 1827年5月2日 -1830年11月24日 | トーリー党 |                             | カニング内閣 (トーリー党)                          |                               |
| | ゴドリッチ子爵内閣 (トーリー党) | 初代リンドハースト男爵 ジョン・コプリー (1772–1863)                                                                                             | 1827年5月2日 -1830年11月24日 | トーリー党 |                             |                                                    |                               |
| | 第1次ウェリントン公爵内閣 (トーリー党) | 初代リンドハースト男爵 ジョン・コプリー (1772–1863)                                                                                             | 1827年5月2日 -1830年11月24日 | トーリー党 |                             |                                                    |                               |
| ウィリアム4世 (1830–1837) | | 初代リンドハースト男爵 ジョン・コプリー (1772–1863)                                                                                             | 1827年5月2日 -1830年11月24日 | トーリー党 |                             |                                                    |                               |
| | | 初代ブルーム＝ヴォークス男爵 ヘンリー・ブルーム (1778–1868)                                                                                     | 1830年11月24日 -1834年7月9日 | ホイッグ党 |                             | グレイ伯爵内閣 (ホイッグ党)                        |                               |
| | 第1次メルバーン子爵内閣 (ホイッグ党) | 初代ブルーム＝ヴォークス男爵 ヘンリー・ブルーム (1778–1868)                                                                                     | 1830年11月24日 -1834年7月9日 | ホイッグ党 |                             |                                                    |                               |
| | | 初代リンドハースト男爵 ジョン・コプリー (1772–1863)                                                                                             | 1834年11月21日 -1835年4月8日 | 保守党 |                             | 第2次ウェリントン公爵内閣 (保守党)                 |                               |
| | 第1次ピール内閣 (保守党) | 初代リンドハースト男爵 ジョン・コプリー (1772–1863)                                                                                             | 1834年11月21日 -1835年4月8日 | 保守党 |                             |                                                    |                               |
| 委員会制 (1835年4月23日-1836年1月16日) サー・チャールズ・ペピス サー・ランスロット・シャドウェル サー・ジョン・ボサンケット                     | 委員会制 (1835年4月23日-1836年1月16日) サー・チャールズ・ペピス サー・ランスロット・シャドウェル サー・ジョン・ボサンケット                     | 委員会制 (1835年4月23日-1836年1月16日) サー・チャールズ・ペピス サー・ランスロット・シャドウェル サー・ジョン・ボサンケット                     | 委員会制 (1835年4月23日-1836年1月16日) サー・チャールズ・ペピス サー・ランスロット・シャドウェル サー・ジョン・ボサンケット                     | 委員会制 (1835年4月23日-1836年1月16日) サー・チャールズ・ペピス サー・ランスロット・シャドウェル サー・ジョン・ボサンケット                     |                             | 第2次メルバーン子爵内閣 (ホイッグ党)               |                               |
| | | 初代コッテナム男爵 チャールズ・ペピス (1781–1851)                                                                                               | 1836年1月16日 -1841年8月30日 | ホイッグ党 |                             | 第2次メルバーン子爵内閣 (ホイッグ党)               |                               |
| ヴィクトリア (1837–1901) | | 初代コッテナム男爵 チャールズ・ペピス (1781–1851)                                                                                               | 1836年1月16日 -1841年8月30日 | ホイッグ党 |                             | 第2次メルバーン子爵内閣 (ホイッグ党)               |                               |
| | | 初代リンドハースト男爵 ジョン・コプリー (1772–1863)                                                                                             | 1841年9月3日 -1846年6月27日 | 保守党 |                             | 第2次ピール内閣 (保守党)                           |                               |
| | | 初代コッテナム男爵 チャールズ・ペピス (1781–1851)                                                                                               | 1846年7月6日 -1850年6月19日 | ホイッグ党 |                             | 第1次ラッセル内閣 (ホイッグ党)                     |                               |
| 委員会制(1850年6月19日-1850年7月15日) 初代ラングデール男爵ヘンリー・ビッカーズテス サー・ランスロット・シャドウェル サー・ロバート・ロルフ      | | | | |                             | 第1次ラッセル内閣 (ホイッグ党)                     |                               |
| | | 初代トルーロー男爵 トマス・ワイルド (1782–1855)                                                                                                 | 1850年7月15日 -1852年2月21日 | ホイッグ党 |                             | 第1次ラッセル内閣 (ホイッグ党)                     |                               |
| | | 初代セント・レナーズ男爵 エドワード・サグデン (1781–1875)                                                                                       | 1852年2月27日 -1852年12月17日 | 保守党 |                             | 第1次ダービー伯爵内閣 (保守党)                     |                               |
| | | 初代クランワース男爵 ロバート・ロルフ (1790–1868)                                                                                               | 1852年12月28日 -1858年2月21日 | ホイッグ党 |                             | アバディーン伯爵内閣 (ピール派)                    |                               |
| | 第1次パーマストン子爵内閣 (ホイッグ党) | 初代クランワース男爵 ロバート・ロルフ (1790–1868)                                                                                               | 1852年12月28日 -1858年2月21日 | ホイッグ党 |                             |                                                    |                               |
| | | 初代チェルムスフォード男爵 フレデリック・セシジャー (1794–1878)                                                                                 | 1858年2月26日 -1859年6月11日 | 保守党 |                             | 第2次ダービー伯爵内閣 (保守党)                     |                               |
| | | 初代キャンベル男爵 ジョン・キャンベル (1779–1861)                                                                                               | 1859年6月18日 -1861年6月24日 | 自由党 |                             | 第2次パーマストン子爵内閣 (自由党)                 |                               |
| | | 初代ウェストバリー男爵 リチャード・ベセル (1800–1873)                                                                                           | 1861年6月26日 -1865年7月7日 | 自由党 |                             | 第2次パーマストン子爵内閣 (自由党)                 |                               |
| | | 初代クランワース男爵 ロバート・ロルフ (1790–1868)                                                                                               | 1865年7月7日 -1866年6月26日 | 自由党 |                             | 第2次パーマストン子爵内閣 (自由党)                 |                               |
| | 第2次ラッセル伯爵内閣 (自由党) | 初代クランワース男爵 ロバート・ロルフ (1790–1868)                                                                                               | 1865年7月7日 -1866年6月26日 | 自由党 |                             |                                                    |                               |
| | | 初代チェルムスフォード男爵 フレデリック・セシジャー (1794–1878)                                                                                 | 1866年7月6日 -1868年2月29日 | 保守党 |                             | 第3次ダービー伯爵内閣 (保守党)                     |                               |
| | | 初代ケアンズ男爵 ヒュー・ケアンズ (1819–1885)                                                                                                   | 1868年2月29日 -1868年12月1日 | 保守党 |                             | 第1次ディズレーリ内閣 (保守党)                     |                               |
| | | 初代ハザーレイ男爵 ウィリアム・ウッド (1801–1881)                                                                                               | 1868年12月9日 -1872年10月15日 | 自由党 |                             | 第1次グラッドストン内閣 (自由党)                   |                               |
| | | 初代セルボーン男爵 ラウンデル・パーマー (1812–1895)                                                                                             | 1872年10月15日 -1874年2月17日 | 自由党 |                             | 第1次グラッドストン内閣 (自由党)                   |                               |
| | | 初代ケアンズ伯爵 ヒュー・ケアンズ (1819–1885)                                                                                                   | 1874年2月21日 -1880年4月21日 | 保守党 |                             | 第2次ディズレーリ内閣 (保守党)                     |                               |
| | | 初代セルボーン伯爵 ラウンデル・パーマー (1812–1895)                                                                                             | 1880年4月28日 -1885年6月9日 | 自由党 |                             | 第2次グラッドストン内閣 (自由党)                   |                               |
| | | 初代ハルズベリー男爵 ハーディング・ジファード (1823–1921)                                                                                       | 1885年6月24日 -1886年1月28日 | 保守党 |                             | 第1次ソールズベリー侯爵内閣 (保守党)               |                               |
| | | 初代ハーシェル男爵 ファーレー・ハーシェル (1837–1899)                                                                                           | 1886年2月6日 -1886年7月20日 | 自由党 |                             | 第3次グラッドストン内閣 (自由党)                   |                               |
| | | 初代ハルズベリー男爵 ハーディング・ジファード (1823–1921)                                                                                       | 1886年8月3日 -1892年8月11日 | 保守党 |                             | 第2次ソールズベリー侯爵内閣 (保守党)               |                               |
| | | 初代ハーシェル男爵 ファーレー・ハーシェル (1837–1899)                                                                                           | 1892年8月18日 -1895年6月21日 | 自由党 |                             | 第4次グラッドストン内閣 (自由党)                   |                               |
| | ローズベリー伯爵内閣 (自由党) | 初代ハーシェル男爵 ファーレー・ハーシェル (1837–1899)                                                                                           | 1892年8月18日 -1895年6月21日 | 自由党 |                             |                                                    |                               |
| | | 初代ハルズベリー伯爵 ハーディング・ジファード (1823–1921)                                                                                       | 1895年6月29日 -1905年12月4日 | 保守党 |                             | 第3次ソールズベリー侯爵内閣 (保守党)               |                               |
| エドワード7世 (1901–1910) | | 初代ハルズベリー伯爵 ハーディング・ジファード (1823–1921)                                                                                       | 1895年6月29日 -1905年12月4日 | 保守党 |                             | 第3次ソールズベリー侯爵内閣 (保守党)               |                               |
| | バルフォア内閣 (保守党) | 初代ハルズベリー伯爵 ハーディング・ジファード (1823–1921)                                                                                       | 1895年6月29日 -1905年12月4日 | 保守党 |                             |                                                    |                               |
| | | 初代ロレバーン伯爵 ロバート・リード (1846–1923)                                                                                                 | 1905年12月10日 -1912年6月10日 | 自由党 |                             | キャンベル＝バナマン内閣 (自由党)                  |                               |
| | アスキス内閣 (自由党) | 初代ロレバーン伯爵 ロバート・リード (1846–1923)                                                                                                 | 1905年12月10日 -1912年6月10日 | 自由党 |                             |                                                    |                               |
| ジョージ5世 (1910–1936) | | 初代ロレバーン伯爵 ロバート・リード (1846–1923)                                                                                                 | 1905年12月10日 -1912年6月10日 | 自由党 |                             |                                                    |                               |
| | | 初代ホールデン子爵 リチャード・ホールデン (1856–1928)                                                                                           | 1912年6月10日 -1915年5月25日 | 自由党 |                             |                                                    |                               |
| | | 初代バックマスター男爵 スタンリー・バックマスター (1861–1934)                                                                                   | 1915年5月25日 -1916年12月5日 | 自由党 |                             | アスキス挙国一致内閣 (自由党)                      |                               |
| | | 初代フィンレー子爵 ロバート・フィンレー (1842–1929)                                                                                             | 1916年12月10日 -1919年1月10日 | 保守党 |                             | ロイド・ジョージ内閣 (自由党)                      |                               |
| | | 初代バーケンヘッド伯爵 フレデリック・スミス (1872–1930)                                                                                         | 1919年1月10日 -1922年10月19日 | 保守党 |                             | ロイド・ジョージ内閣 (自由党)                      |                               |
| | | 初代ケイヴ子爵 ジョージ・ケイヴ (1856–1928) | 1922年10月24日 -1924年1月22日 | 保守党 |                             | ロー内閣 (保守党)                                  |                               |
| | 第1次ボールドウィン内閣 (保守党) | 初代ケイヴ子爵 ジョージ・ケイヴ (1856–1928) | 1922年10月24日 -1924年1月22日 | 保守党 |                             |                                                    |                               |
| | | 初代ホールデン子爵 リチャード・ホールデン (1856–1928)                                                                                           | 1924年1月22日 -1924年11月6日 | 労働党 |                             | 第1次マクドナルド内閣 (労働党)                     |                               |
| | | 初代ケイヴ子爵 ジョージ・ケイヴ (1856–1928) | 1924年11月6日 -1928年3月28日 | 保守党 |                             | 第2次ボールドウィン内閣                            |                               |
| | | 初代ヘイルシャム男爵 ダグラス・ホッグ (1872–1950)                                                                                               | 1928年3月28日 -1929年6月4日 | 保守党 |                             | 第2次ボールドウィン内閣                            |                               |
| | | 初代サンキー子爵 ジョン・サンキー (1866–1948)                                                                                                   | 1929年6月7日 -1935年6月7日 | 労働党 |                             | 第2次マクドナルド内閣 (労働党)                     |                               |
| | 第3次マクドナルド内閣 (挙国派労働機構) | 初代サンキー子爵 ジョン・サンキー (1866–1948)                                                                                                   | 1929年6月7日 -1935年6月7日 | 労働党 |                             |                                                    |                               |
| | 第4次マクドナルド内閣 (挙国派労働機構) | 初代サンキー子爵 ジョン・サンキー (1866–1948)                                                                                                   | 1929年6月7日 -1935年6月7日 | 労働党 |                             |                                                    |                               |
| | | 初代ヘイルシャム子爵 ダグラス・ホッグ (1872–1950)                                                                                               | 1935年6月7日 -1938年3月9日 | 保守党 |                             | 第3次ボールドウィン内閣 (保守党)                   |                               |
| エドワード8世 (1936) | | 初代ヘイルシャム子爵 ダグラス・ホッグ (1872–1950)                                                                                               | 1935年6月7日 -1938年3月9日 | 保守党 |                             | 第3次ボールドウィン内閣 (保守党)                   |                               |
| | 第1次チェンバレン内閣 (保守党) | 初代ヘイルシャム子爵 ダグラス・ホッグ (1872–1950)                                                                                               | 1935年6月7日 -1938年3月9日 | 保守党 | ジョージ6世 (1936–1952)     |                                                    |                               |
| | 第1次チェンバレン内閣 (保守党) | | 初代モーム男爵 フレデリック・モーム (1866–1958)                                                                                                 | 1938年3月9日 -1939年9月3日 | ジョージ6世 (1936–1952)     | 保守党                                             |                               |
| | | 初代カルデコート子爵 トマス・インスキップ (1876–1947)                                                                                           | 1939年9月3日 -1940年5月12日 | 保守党 | ジョージ6世 (1936–1952)     |                                                    | チェンバレン戦時内閣 (保守党) |
| | | 初代サイモン子爵 ジョン・サイモン (1873–1954)                                                                                                   | 1940年5月10日 1945年7月27日 | 挙国派自由党 | ジョージ6世 (1936–1952)     |                                                    | チャーチル戦時内閣 (保守党)   |
| | 第1次チャーチル改造内閣 (保守党) | 初代サイモン子爵 ジョン・サイモン (1873–1954)                                                                                                   | 1940年5月10日 1945年7月27日 | 挙国派自由党 | ジョージ6世 (1936–1952)     |                                                    |                               |
| | | 初代ジョヴィット子爵 ウィリアム・ジョウィット (1885–1957)                                                                                       | 1945年7月27日 -1951年10月26日 | 労働党 | ジョージ6世 (1936–1952)     |                                                    | アトリー内閣 (労働党)         |
| | | 初代シモンズ男爵 ギャヴィン・シモンズ (1881–1971)                                                                                               | 1951年10月30日 -1954年10月18日 | 保守党 | ジョージ6世 (1936–1952)     |                                                    | 第2次チャーチル内閣           |
| エリザベス2世 (1952–2022) | | 初代シモンズ男爵 ギャヴィン・シモンズ (1881–1971)                                                                                               | 1951年10月30日 -1954年10月18日 | 保守党 |                             |                                                    | 第2次チャーチル内閣           |
| | | 初代キルミュア子爵 デイヴィッド・マクスウェル＝ファイフ (1900–1967)                                                                             | 1954年10月18日 -1962年7月13日 | 保守党 |                             |                                                    | 第2次チャーチル内閣           |
| | イーデン内閣 | 初代キルミュア子爵 デイヴィッド・マクスウェル＝ファイフ (1900–1967)                                                                             | 1954年10月18日 -1962年7月13日 | 保守党 |                             |                                                    |                               |
| | マクミラン内閣 | 初代キルミュア子爵 デイヴィッド・マクスウェル＝ファイフ (1900–1967)                                                                             | 1954年10月18日 -1962年7月13日 | 保守党 |                             |                                                    |                               |
| | | 初代ディルホーン男爵 レジナルド・マニンガム＝ブラー (1905–1980)                                                                                 | 1962年7月13日 -1964年10月16日 | 保守党 |                             |                                                    |                               |
| | ダグラス＝ヒューム内閣 (保守党) | 初代ディルホーン男爵 レジナルド・マニンガム＝ブラー (1905–1980)                                                                                 | 1962年7月13日 -1964年10月16日 | 保守党 |                             |                                                    |                               |
| | | ガーディナー男爵 ジェラルド・ガーディナー (1900–1990)                                                                                           | 1964年10月16日 -1970年6月19日 | 労働党 |                             | 1次・2次ウィルソン内閣                             |                               |
| | | セント・メリルボーンのヘイルシャム男爵 クィンティン・ホッグ (1907–2001)                                                                         | 1970年6月20日 -1974年3月4日 | 保守党 |                             | ヒース内閣                                         |                               |
| | | エルウィン＝ジョーンズ男爵 フレデリック・エルウィン・ジョーンズ (1909–1989)                                                                     | 1974年3月5日 -1979年5月4日 | 労働党 |                             | 3次・4次ウィルソン内閣                             |                               |
| | キャラハン内閣 | エルウィン＝ジョーンズ男爵 フレデリック・エルウィン・ジョーンズ (1909–1989)                                                                     | 1974年3月5日 -1979年5月4日 | 労働党 |                             |                                                    |                               |
| | | セント・メリルボーンのヘイルシャム男爵 クィンティン・ホッグ (1907–2001)                                                                         | 1979年5月4日 -1987年6月13日 | 保守党 |                             | 第1次サッチャー内閣 (保守党)                       |                               |
| | 第2次サッチャー内閣 (保守党) | セント・メリルボーンのヘイルシャム男爵 クィンティン・ホッグ (1907–2001)                                                                         | 1979年5月4日 -1987年6月13日 | 保守党 |                             |                                                    |                               |
| | | ヘイヴァース男爵 マイケル・ヘイヴァース (1923–1992)                                                                                             | 1987年6月13日 -1987年10月26日 | 保守党 |                             | 第3次サッチャー内閣 (保守党)                       |                               |
| | | クラシファーンのマッカイ男爵 ジェイムズ・マッカイ (1927-)                                                                                       | 1987年10月28日 -1997年5月2日 | 保守党 |                             | 第3次サッチャー内閣 (保守党)                       |                               |
| | 第1次メージャー内閣 (保守党) | クラシファーンのマッカイ男爵 ジェイムズ・マッカイ (1927-)                                                                                       | 1987年10月28日 -1997年5月2日 | 保守党 |                             |                                                    |                               |
| | 第2次メージャー内閣 (保守党) | クラシファーンのマッカイ男爵 ジェイムズ・マッカイ (1927-)                                                                                       | 1987年10月28日 -1997年5月2日 | 保守党 |                             |                                                    |                               |
| | | レアグのアーヴァイン男爵 デリー・アーヴァイン (1940-)                                                                                           | 1997年5月2日 -2003年6月12日 | 労働党 |                             | ブレア内閣 (労働党)                                |                               |
| | | ソロトンのファルコナー男爵 チャールズ・ファルコナー (1946-)                                                                                     | 2003年6月12日 -2007年6月27日 | 労働党 |                             | ブレア内閣 (労働党)                                |                               |
| | | ジャック・ストロー (1946-) | 2007年6月28日 -2010年5月11日 | 労働党 |                             | ブラウン内閣 (労働党)                              |                               |
| | | ケネス・クラーク (1940-) | 2010年5月12日 -2012年9月4日 | 保守党 |                             | 第1次キャメロン内閣 (保守党)                       |                               |
| | | クリス・グレイリング (1962-) | 2012年9月4日 -2015年5月9日 | 保守党 |                             | 第1次キャメロン内閣 (保守党)                       |                               |
| | | マイケル・ゴーヴ (1967-) | 2015年5月9日 -2016年7月14日 | 保守党 |                             | 第2次キャメロン内閣 (保守党)                       |                               |
| | | エリザベス・トラス (1975-) | 2016年7月14日 -2017年6月11日 | 保守党 |                             | 第1次メイ内閣 (保守党)                             |                               |
| | | デイヴィッド・リディントン (1956-) | 2017年6月11日 -2018年1月8日 | 保守党 |                             | 第2次メイ内閣 (保守党)                             |                               |
| | | デイヴィッド・ゴーク (1971-) | 2018年1月8日 -2019年7月24日 | 保守党 |                             | 第2次メイ内閣 (保守党)                             |                               |
| | | ロバート・バックランド (1968-) | 2019年7月24日 -2021年9月15日 | 保守党 |                             | ジョンソン内閣 (保守党)                            |                               |
| | | ドミニク・ラーブ (1974-) | 2021年9月15日 -2022年9月6日 | 保守党 |                             | ジョンソン内閣 (保守党)                            |                               |
| | | ブランドン・ルイス (1971-) | 2022年9月6日 -2022年10月25日 | 保守党 |                             | トラス内閣 (保守党)                                | チャールズ3世 (2022–)         |
| | | ドミニク・ラーブ (1974-) | 2022年10月25日 -2023年4月21日 | 保守党 |                             | スナク内閣 (保守党)                                | チャールズ3世 (2022–)         |
| | | アレックス・チョーク (1976-) | 2023年4月21日 -2024年7月5日 | 保守党 |                             | スナク内閣 (保守党)                                | チャールズ3世 (2022–)         |
| | | シャバナ・マフムード (1980-) | 2024年7月5日 -現在 | 労働党 |                             | スターマー内閣 (労働党)                            | チャールズ3世 (2022–)         |